# Wolfgang Schreck (Manager)
Wolfgang Schreck (* 12. April 1931 in Ludwigshafen am Rhein; † 22. September 1997 in Bremen) war ein deutscher Manager und Geschäftsführer beim Daimler-Benz-Konzern, zuletzt in Bremen.

## Biografie

### Familie, Ausbildung und Beruf
Schreck war das jüngste von 4 Kindern des Mannheimer Allgemeinarztes Dr. Kornelius Schreck und Elisabeth Schreck, geb. Seubert.
Schreck besuchte die Volksschule in Ludwigshafen und das Humanistische Gymnasium in Mannheim. Danach war er bei einem Steuerberater kaufmännisch tätig. Er studierte von 1952/53 Volkswirtschaft an der Universität Mainz und von 1953 bis 1955 Betriebswirtschaft an der Wirtschaftshochschule Mannheim und promovierte 1956 an der Karl-Franzens-Universität Graz zum Dr. rer-pol. mit dem Thema Standortbedingungen der chemischen Industrie Westdeutschlands.
Er war ab 1956 bei der BASF in Ludwigshafen im Rechnungswesen beschäftigt.

1963 wechselte er zum Daimler-Konzern in Stuttgart-Untertürkheim und war dort u. a. Assistent des Vorstandsmitgliedes Walter Gassmann (CDU), ab 1966 Assistent des Daimler-Vorstands Ulrich Raue. Bei den Nfz-Werken in Mannheim war er ab 1969 Hauptabteilungsleiter, 1971 Abteilungsdirektor, 1972 stellvertretender Werkleiter und 1974 kaufmännischer Werkleiter.
Bremen
1977 wurde er als kaufmännischer Geschäftsführer beauftragt das Mercedes-Benz-Werk in Bremen auszubauen. 1979 schlossen Daimler-Benz durch ihn und die Freie Hansestadt Bremen durch Wirtschaftssenator Dieter Tiedemann (SPD) den Vertrag über den Grundstückskauf. In Bremen - Sebaldsbrück entstand das zweitgrößte Produktionswerk im Daimler-Verbund als größter privater Arbeitgeber in der Stadt. 1984 konnte das erste Auto, ein 190er Modell (Mercedes-Benz W 201), vom Band rollen. Das Werk beschäftigt (2013) rund 13.000 Arbeitnehmer mit der PKW-Produktion der C-Klasse Limousine, C-Klasse T-Modell, C-Klasse Coupé, E-Klasse Coupé, E-Klasse Cabrio, SLK, SL, GLK. 1992 schied Schreck krankheitsbedingt aus der Geschäftsführung des Bremer Werkes aus.

### Politik
Schreck war in Ludwigshafen in der Jungen Union aktiv und Mitglied der CDU. 1960 wurde er zusammen mit Helmut Kohl in den Ludwigshafener Stadtrat gewählt. Er war hier   Mitglied im Haupt- und Finanzausschuss, dem Rechnungsprüfungsausschuss und stellvertretendes Mitglied im Kuratorium der Volkshochschule.

### Weitere Mitgliedschaften
Schreck nahm verschiedene Ehrenämter in Bremen war u. a.:
- Vizepräses der Handelskammer Bremen
- Vorstand im Landeskuratorium
- Vorstand des  Stifterverbandes für die Deutsche Wissenschaft
- Vorstand im Arbeitgeberverband in Bremen  * Vorständen der Kunsthalle Bremen und des Bremer Tabak-Collegiums.

## Ehrungen
- 1989 war er Erster Schaffer bei der Schaffermahlzeit in Bremen.